# История иудаизма

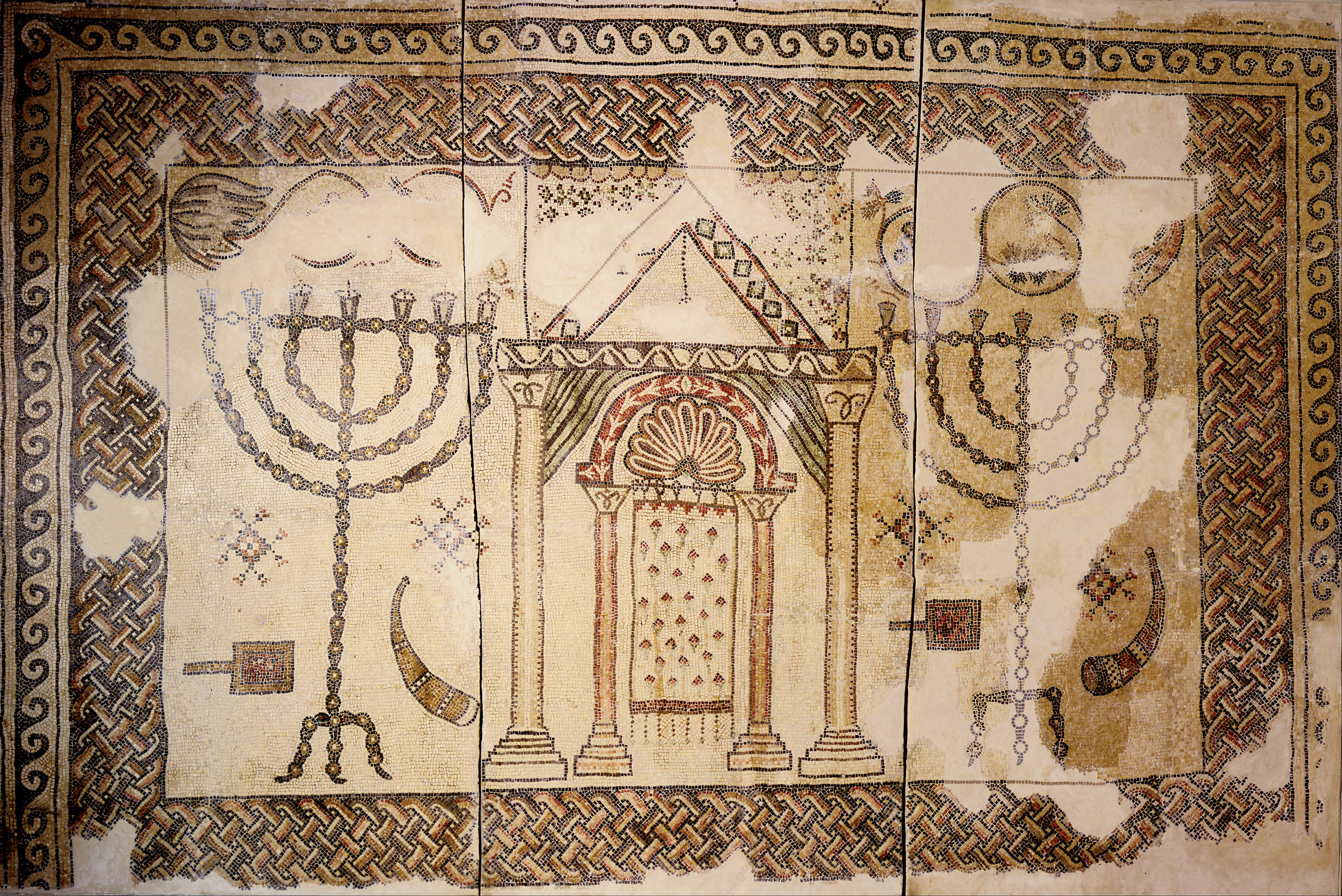
Менорот и ковчег Торы. Мозаика из синагоги V—VII веков

Иудаизм зародился у еврейского народа во 2-м тысячелетии до н. э.
В общих чертах иудаизм в качестве монотеистической религии Яхве сложился у древних евреев в 1-м тысячелетии до н. э. На ранней стадии своего развития еврейская мифология представляла собой переработку западносемитской мифологии в направлении развития монотеизма.
В различные периоды истории еврейская мифология испытывала влияние египетской, шумеро-аккадской и особенно иранской, в частности, зороастрийской, мифологий, позднее — гностического мистицизма.

## Источники

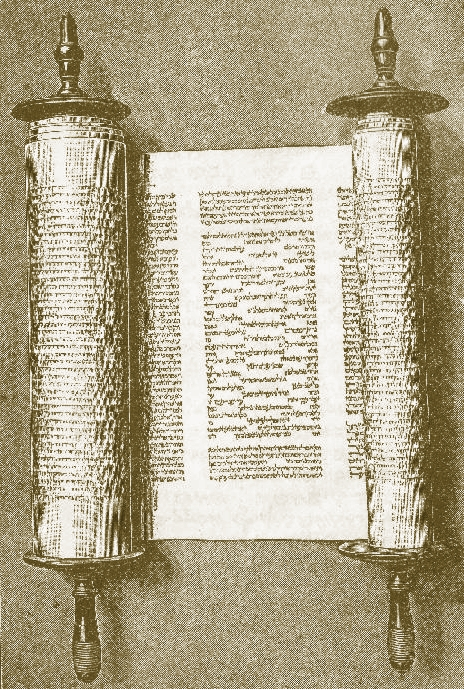
Свиток Торы

## Происхождение

Распределение документов Яхвист, Элохист и Священнический кодекс, а также материала, добавленного при объединении источников (редактор) в первых четырех книгах Пятикнижия

Многие учёные являются сторонниками документальной гипотезы, которая утверждает, что Тора (Пятикнижие) приобрела современную форму путём объединения нескольких первоначально независимых литературных источников, а не написана полностью Моисеем.
Многие полагают, что в период Первого Храма люди Израиля верили, что у каждого народа существует свой бог, но их Бог является самым главным, то есть придерживались генотеизма и монолатрии. Проводились параллели с зороастризмом, в том числе предполагался дуализм Яхве и Сатаны. Некоторые утверждают, что реакцией на дуализм было, напротив, развитие строгого монотеизма во время Вавилонского пленения. В текстах Танах после Вавилонского плена и строительства Второго Храма стали появляться упоминания о причастности сатаны к грехопадению, чего не наблюдалось в более ранних источниках. По этой гипотезе только в эллинистический период большинство иудеев начали верить, что их Бог — единственный, и что их народ сплачивает единая религия.
Джон Дей полагает, что библейские Эль, Баал и др., возможно, имеют корни в ранней ханаанитской религии, включавшей пантеон богов, подобный греческому.
Тем не менее теологи и богословы как более раннего времени, так и XXI века не оставляют попыток доказать, что монотеизм имел место в иудейских верованиях всегда.

## Периодизация
История иудаизма включает следующие основные периоды развития:
- Библейский иудаизм (XX—IV века до н. э.)[19];
- Иудаизм Второго храма (с конца VI век до н. э. — 70 год н. э.)[20];
- Эллинистический иудаизм, частично пересекается с периодом иудаизма Второго храма (IV век до н. э. — II век н. э.)[19];
- Раввинистический иудаизм (II—XVIII века)[19];
- Современный иудаизм (с примерно 1750 года)[19].

Также проводится периодизация по духовным лидерам:
- Пары (Зугот).
- Танаи. (ивр. תַּנָּאִים‎, Танна, — «повторять», «изучать», «учить»).
- Амораи. (ивр.  אָמוֹרָאִים‎, амораим — говорящий, произносящий) Создали Гемары — анализ раннего Талмуда (Мишна).
- Савораи. (евр. «рассуждающие, взвешивающие»).
- Гаоны. (ивр. ‎גאונים), единственное число гаон (ивр. גאון, букв. гений). Время наивысшего расцвета иудаизма. В это время от иудаизма отделились караимисты. Большую роль в противостоянии с ними сыграл Саадия Гаон.
- Ришоним. (ивр. ראשונים‎; ед.ч. ראשון, Ришон, «Ранние, Первые») Равины до составления Йосефом Каро Шулхан Арух — свод равинистичных законов. Сефардский равин Моше де Леон публикует книгу Зоар, основную книгу мистического учения каббала.
- Ахароним. (ивр. ‎אחרונים; ед.ч. אחרון, Ахарон, «Последние, Поздние»). В это время произошло возникновение течения хасидизма в Речи Посполитой и реформистского иудаизма в Германии в двадцатые годы XIX века.

## Развитие иудаизма
Современный иудаизм восходит к яхвизму, поклонению богу Яхве, более ранней форме иудаизма, религиозному культу Древнего Израиля и Иудеи, существовавшему около VI—V веков до н. э. Со времён формирования Талмуда и до современности иудейские богословы пытаются доказать, что монотеизм всегда был присущ иудаизму. Однако уже из анализа еврейской Библии, Танаха, следует, что формирование культа единого Бога началось не ранее XI–X веков до н. э., то есть периода формирования единого еврейского государства, и продолжалось в течение длительного времени, полностью завершившись в III–II веках до н. э. В более же ранний период еврейский народ, подобно родственным ему другим семитским племенам, практиковал одну из форм политеизма, поклоняясь многим богам и духам. Особую роль в развитии монотеистического учения сыграло жречество Иерусалимского храма. При царе Соломоне происходит централизация культа. Храм остался единственным местом поклонения, жертвоприношений, Богу. Эти процессы привели к постепенному выделению образа Яхве, первоначально бога племени Иуды, вначале в качестве главного, а затем и единственного бога всех племён («колен») израилевых.
Значительная часть сказаний Пятикнижия относится к протоеврейским мифам. Даже став частью Торы, они продолжали оказывать влияние на формирование народных легенд, хотя этиологические элементы мифов были вытеснены в процессе развития нормативного иудаизма.
В ранний период в условиях кочевого быта Яхве воспринимался как племенной бог, идущий перед людьми племени в их странствиях и ведущий их войны. В эпоху Израильского царства культ Яхве локализуется в Иерусалиме, где для него строится Храм (X век до н. э.). В условиях, когда единое Израильское царство распадается (около 932—928 годов до н. э.), и позднее возрастает угроза со стороны Ассирии, а затем Нововавилонского царства, важнейшим фактом религиозной жизни становится пророческое движение. Пророки требовали отказа от языческих культовых традиций и почитания каких-либо богов, кроме Яхве.

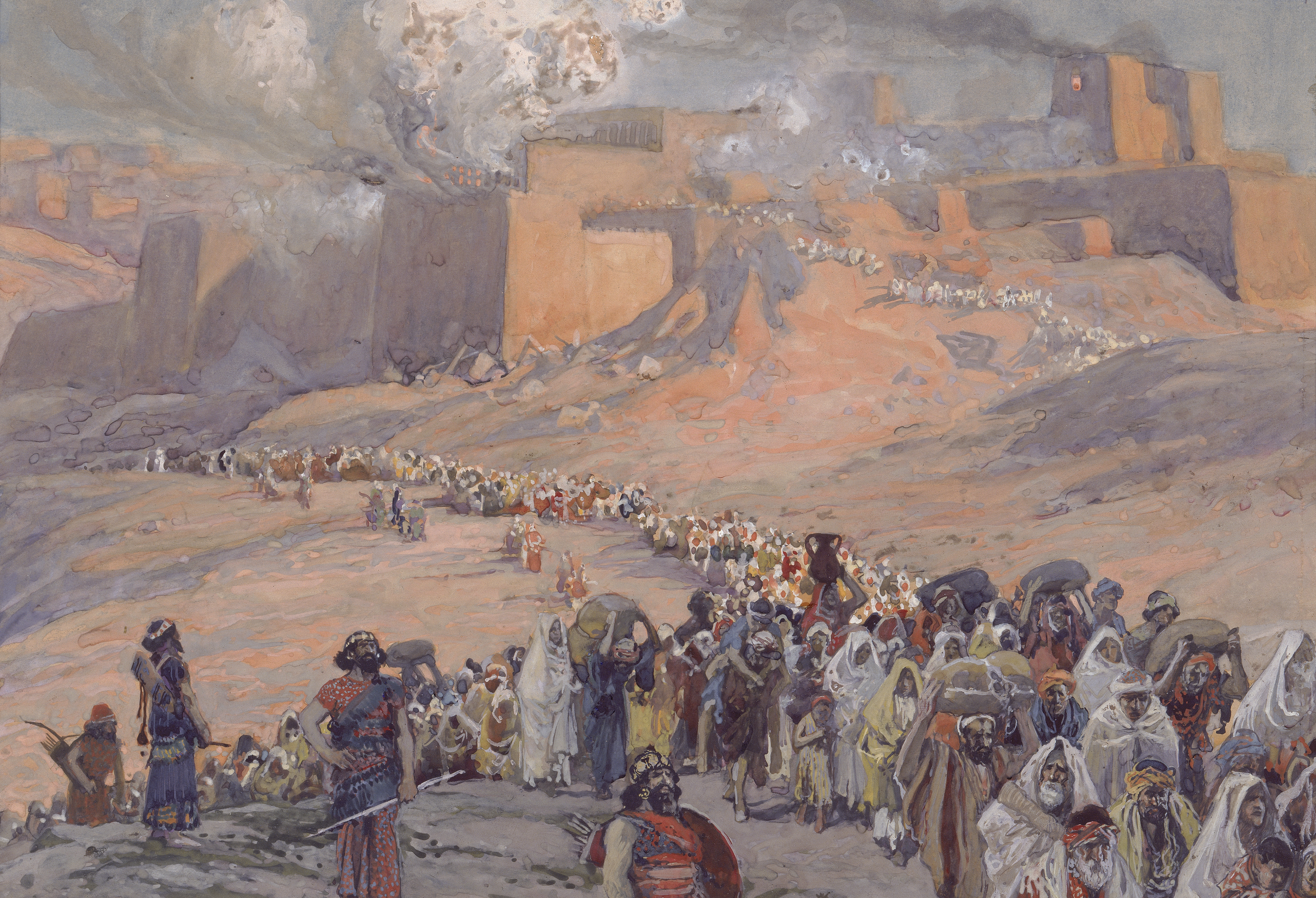
Джеймс Тиссо. Бегство пленников. 1896—1902 годы. Еврейский музей, Нью-Йорк

В период Вавилонского пленения (597—539 года до н. э.), когда значительная часть еврейского населения Иудейского царства насильственно была переселена в Вавилонию, а Иерусалим и Храм разрушены, учение пророков становится наиболее последовательным. Катастрофа объясняется как кара, наложенная Яхве за неверность ему. Однако учение содержит и обещание тем большей награды в будущем, если верность будет проявлена. Государство, которое евреи стремятся возродить, мыслится как теократическое, а царь из рода Давида — как Мессия. Общая для всех деспотий Востока мифологизация царской власти трансформируется в теологию Царства Божьего. Вавилонский плен и последующее включение Палестины в состав персидской державы Ахеменидов (VI—V века до н. э.) сопровождается воздействием зороастризма, который в своей этике и в мессианских мотивах был сходен с библейской верой, в том числе зороастрийской мифологии — вероятно, в представлениях об ангелах и др.
Последующее развитие иудаизма происходит в условиях вхождения Палестины (с IV века до н. э.) в число земель эллинской цивилизации, сопровождавшегося отказом части еврейского общества от иудейских обычаев и принятием греческих культурных норм, и включения Иудеи в состав Римской империи (с 63 года до н. э.). В еврейской мифологии возникают мотивы мученичества, требующего награды по воскресении мертвых, присутствующие уже в книге Даниила. Ессеи, к которым принадлежала Кумранская община, в безбрачии, аскезе и пустынножительстве искали духовную подготовку к близкой эсхатологической схватке мировых сил добра и зла. В результате неудачных попыток восстания против Римской империи в Первую Иудейскую войну Иерусалим и Второй храм (70 год) были разрушены. Еврейская диаспора, рассеянная по Римской и Сасанидской империям, прежде всего общины в Александрии, Риме и Месопотамии, лишилась объединяющего центра.
В послебиблейскую эпоху развитие еврейской мифологии происходило в трёх средах: в раввинистической учёности Талмуда и мидрашей, в полуортодоксальной и внеортодоксальной мистической среде и в народных поверьях. На периферии, вне рамок собственно религии иудаизма, еврейская мифология частично утрачивает свою специфику и сближается с традиционными мифологиями.
Еврейская мистическая традиция испытала влияние иранской и особенно гностической мифологии, а также греческой идеалистической философии (пифагореизма, платонизма и неоплатонизма) и внеконфессионального «тайноведения» (астрологии, алхимии, физиогномики, наукообразной магии) и находилась в тесной связи с апокалиптикой. Она воспринималась негативно сторонниками ортодоксии, но определяла представления, фольклорные мотивы, бытовые поверья, философскую мысль носителей еврейской традиции, возрождаясь в каббале и близких к ней направлениях.
Концепция широких устных контактов еврейской и греко-римской мифологий в эллинистическую и талмудическую эпохи является основой сравнительного подхода к изучению легенд, сохранившихся в апокрифах, псевдоэпиграфах, Талмуде и Мидраше.

## Мессия

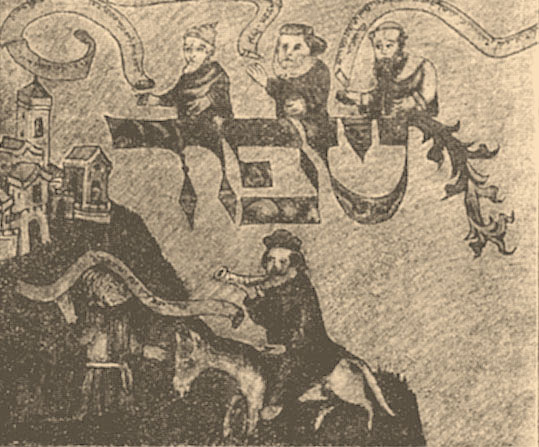
Пророк Илия возвещает пришествие Мессии. Раскрашенный махзор из Франкфурта-на-Майне

Послебиблейские образы Мессии (Машиаха) и мессианского времени повлияли на исламские представления о Махди, сокрытом имаме шиитов и др. В Средние века, как и во времена Вавилонского пленения, понятие «изгнания» (галута), преодолеваемого в эсхатологической перспективе, становится центральной религиозно-мировоззренческой категорией. С талмудических времён циркулировали слухи о локализуемой в различных местах праведной стране, где на берегах реки Самбатион в независимости и древней чистоте веры и обычая живут потомки потерянных колен Израилевых. Эта страна предвосхищала мессианское время. Мифологизации подвергаются образы Земли Израильской и Иерусалима, становящиеся земными эквивалентами и соответствиями горнего мира славы.

## Эсхатология
В ветхозаветный период еврейская мифология почти не проявляла интереса к индивидуальной эсхатологии. Загробная участь представлялась как полунебытие в шеоле, без радостей и острых мучений (ср. Аид у Гомера), в окончательной отлучённости от Бога (Пс. 6, 6; 87/88, 11 и др.). В эллинистическую эпоху возникает представление, ещё долго вызывавшее споры иудейских теологов, о воскрешении мёртвых и суде над ними, в результате которого праведные будут приняты в царство Мессии, а грешные отвергнуты. Здесь, однако, речь шла не о рае или аде для отрешённой от тела души, а о преображении всего мира, блаженстве или погибели для души, воссоединившейся с телом. Впоследствии, под влиянием христианства и ислама внимание переносится на немедленную посмертную участь души, отходящей или к престолу Бога, или в ад, хотя представление о страшном суде в конце времён остаётся. Детализация системы наказаний в аду, совершенно чуждая Библии и слабо разработанная в талмудическо-мидрашистской литературе, была в полной мере развёрнута только в конце Средневековья («Розга наставления»).

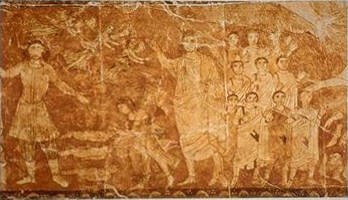
Воскресение мёртвых. Фреска из синагоги Дура-Европос, III век

Р. Зейнер, исследователь восточных религий, писал о прямом влиянии зороастризма на еврейские эсхатологические мифы, особенно на концепцию воскрешения мёртвых с наградой для праведников и наказанием для грешников. По мнению Джозефа Кэмпбелла, из зороастризма заимствована еврейская идея линейной истории. Согласно зороастризму, нынешний мир испорчен и должен быть улучшен действиями человека. Мирча Элиаде отмечал, что еврейская мифология рассматривает исторические события как эпизоды непрерывного Божественного откровения. Причём эти события не являются повторением друг друга. Каждое из них представляет собой новое деяние Бога. Элиаде считал, что евреи имели концепцию линейного времени ещё до их контакта с зороастризмом, но соглашался с Зейнером, что зороастризм повлиял на еврейскую эсхатологию. Согласно Элиаде, заимствованные элементы включают этический дуализм, миф о Мессии и «оптимистическую эсхатологию, провозглашающую конечный триумф добра».